# Trường d'Adran Sài Gòn
Trường d'Adran Sài Gòn là một trường tư do các vị linh mục Hội Thừa sai thành lập năm 1861. Địa điểm ở gần Sở thú Sài Gòn hiện nay. Trường dạy trung học đệ nhất cấp, tức là chấm dứt ở bằng Thành chung thời bấy giờ. Cũng giống như Trường d'Adran Đà Lạt, Trường d'Adran Sài Gòn do các tu sĩ dòng La San điều khiển. Tên trường được đặt tên theo chức của Giám mục Bá Đa Lộc, tên thật là Pigneau de Behaine, Giám mục hiệu tòa Adran (évêque d'Adran).
Năm 1866, trường được trao lại cho các tu sĩ dòng La San. Đây là các tu sĩ dòng La San đầu tiên đến Đông Dương.
Năm 1867, dòng La San mở thêm chi nhánh ở Chợ Lớn, Mỹ Tho, rồi Vĩnh Long và Sóc Trăng, vào năm 1869.
Trong thời gian đầu, mọi chi phí của trường d’Adran do Hội Thừa sai đài thọ. Sau đó, chính quyền thuộc địa tài trợ chi phí trường dòng và học bổng cho học sinh.
Tuy nhiên, tới năm 1879, chính quyền ở Pháp thay đổi chính sách, ngưng tài trợ trường tư. Do đó, chính quyền thuộc địa ngưng tài trợ các trường dòng La San tại Việt Nam. Trường d’Adran Sài Gòn đóng cửa vào khoảng năm 1887. Học sinh của trường được chuyển qua Trường Trung học La San Taberd.
Trong thời gian hoạt động hơn 20 năm, trường d'Adran Sài Gòn đã đi tiên phong trong việc dạy học bằng chữ quốc ngữ thay vì chữ nho. Tiếng Pháp cũng chỉ dạy như một ngoại ngữ và để thi Thành chung.
Đến năm 1954, khuôn viên Trường Adran Sài Gòn được chia thành 2 Trường Trung học: Trung học Võ Trường Toản (dành cho Nam sinh) và Trung học Trưng Vương (dành cho Nữ sinh).

## Cựu học sinh nổi tiếng
Một số cựu học sinh trường d'Adran Sài Gòn:
- Trần Chánh Chiếu tức Gilbert Chiếu, một nhà văn, nhà báo, nhà cách mạng của Nam Kỳ xưa.
- Giám mục Nguyễn Bá Tòng, Giám mục Công giáo đầu tiên người Việt Nam.